# 加塔梅拉塔骑马雕像
加塔梅拉塔骑马雕像是意大利文艺复兴时期的第一尊真人大小的骑马雕像，也是第一尊重新引入古典表达手法的骑马雕像， 由多那太羅创作于1453 年。雕像位于意大利帕多瓦的圣安多尼广场（Piazza del Santo），描绘服务于威尼斯共和国的雇佣兵队长加塔梅拉塔（埃拉斯莫·达·纳尔尼）。
根据约翰·朱利叶斯·诺里奇的说法，1443 年加塔梅拉塔去世后，威尼斯共和国为了表示感谢和尊重，出资为他建造了一座雕塑。尺寸为340x390厘米（底座尺寸为780x410cm)，这座雕像成为后来纪念军事英雄雕塑的先例。